# 11462 Hsingwenlin
11462 Hsingwenlin eller 1981 ES23 är en asteroid i huvudbältet som upptäcktes den 3 mars 1981 av den amerikanska astronomen Schelte J. Bus vid Siding Spring-observatoriet. Den är uppkallad efter Hsing-Wen Lin.